# Ike Shorunmu
Ike Shorunmu, né le 16 octobre 1967 à Lagos, est un footballeur international nigérian. Il évoluait au poste de gardien de but.

## Biographie
Il atteint la finale de la Coupe d'Afrique des nations en Coupe d'Afrique des nations 2000, en étant battu par le Cameroun.
Il est le gardien de but de l'équipe du Nigeria lors de la Coupe du monde 2002. 
Après avoir joué pour des clubs turcs et suisses, il prend sa retraite de joueur en 2006, après une dernière saison aux Shooting Stars.
Depuis juillet 2010, il est entraîneur des gardiens du Heartland FC.

## Palmarès
- Finaliste de la Coupe d'Afrique des nations 2000 avec l'équipe du Nigeria
- Champion du Nigeria en 1992 avec Stationery Stores et en 1995 avec Shooting Stars
- Vainqueur de la Coupe du Nigeria en 1991 avec Stationery Stores et en 1995 avec Shooting Stars